# Dácio Múcio de Souza
Dácio Múcio de Souza (Luz, 7 de fevereiro de 1946 - São Paulo, 7 de julho de 2010) foi um empresário brasileiro.
Dácio transferiu residência do seu estado natal, Minas Gerais, para São Paulo no ano de 1970 e em 1979 fundou o Grupo Europa (empresa de purificadores de água).
Em 2009 perdeu seu filho, Dácio Mucio Souza Junior de 29 anos de idade, morto a facadas por um funcionário de uma panificadora no centro da cidade de Sãom Paulo.